# Biologija u 1896.
◄◄ | ◄ | 1893. | 1894. | 1895. | 1896.  | 1897. | 1898. | 1899. | ► | ►►
Arhitektura • Astronomija • Biologija • Film • Fotografija • Glazba • Kazalište • Kemija • Kiparstvo • Knjige • Književnost • Kršćanstvo • Meteorologija • Medicina • Planinarstvo • Politika • Pravo • Promet • Slikarstvo • Strip • Šport • Znanost • Zrakoplovstvo • Željeznički promet
Biologija u 1896.

## Svijet

### Rođenja
- 15. kolovoza: Gerty Theresa Cori, češko-američka biokemičarka († 1957.)
- 5. prosinca: Carl Ferdinand Cori, češko-američki biokemičar († 1984.)

## Vanjske poveznice
|  | Zajednički poslužitelj ima još gradiva o temi Biologija |